# Ковальов Микола Дмитрович
Микола Дмитрович Ковальов (рос. Николай Дмитриевич Ковалёв; 6 серпня 1949 — 5 квітня 2019) — російський політик (Єдина Росія), член Державної Думи, де він очолював комітет ветеранів Думи. Був директором ФСБ з липня 1996 року по липень 1998 року, коли його змінив Володимир Путін.
Микола Ковальов увійшов до КДБ у 1974 році. Він був призначений генералом армії в 1997 році. У 1999 році був обраний депутатом Державної Думи РФ.
Він сказав у 1996 році: «Ніколи не було такого числа шпигунів, заарештованих нами з часу, коли німецькі агенти були відправлені в роки Другої світової війни». Він також публічно спекулював, що Борис Березовський може бути залучений до смерті Олександра Литвиненка.
Під час суперечки з бронзового солдата в 2007 році Ковальов керував «місією пошуку фактів» до Естонії, де влада перенесла меморіал Другої світової війни, включаючи бронзового солдата висотою в два метри в радянській формі. Перед від'їздом з Москви Ковальов попросив уряд Естонії піти у відставку . Дводенний візит російського делегата з пошуку фактів, який спочатку був створений для того, щоб розрядити дипломатичний спір щодо статуї Бронзового солдата, лише посилився ворожнечею.

## Відзнаки та нагороди
- Орден «За заслуги перед Вітчизною» ;
  - 3 (20 квітня 2006 року) за видатний внесок у законотворчість та довготривалу старанну роботу
  - 4 клас
- Орден військових заслуг[8]
- Орден Червоної Зірки
- Медаль за заслуги в увічненні пам'яті загиблих захисників Вітчизни (Міністерство оборони Росії, 2008) за великий особистий внесок у вшанування пам'яті загиблих захисників Вітчизни, встановлення імен загиблих і долі безвісти військовослужбовців, які демонструють високі моральні та ділові якості, працьовитість та розумну ініціативу, допомагають у справі увічнення пам'яті загиблих захисників Вітчизни
- Диплом Президента Російської Федерації (9 січня 2010 року) за послуги у сфері законодавчої діяльності та розвитку російського парламентаризму